# Danh sách khu vực chính quyền địa phương tại Queensland

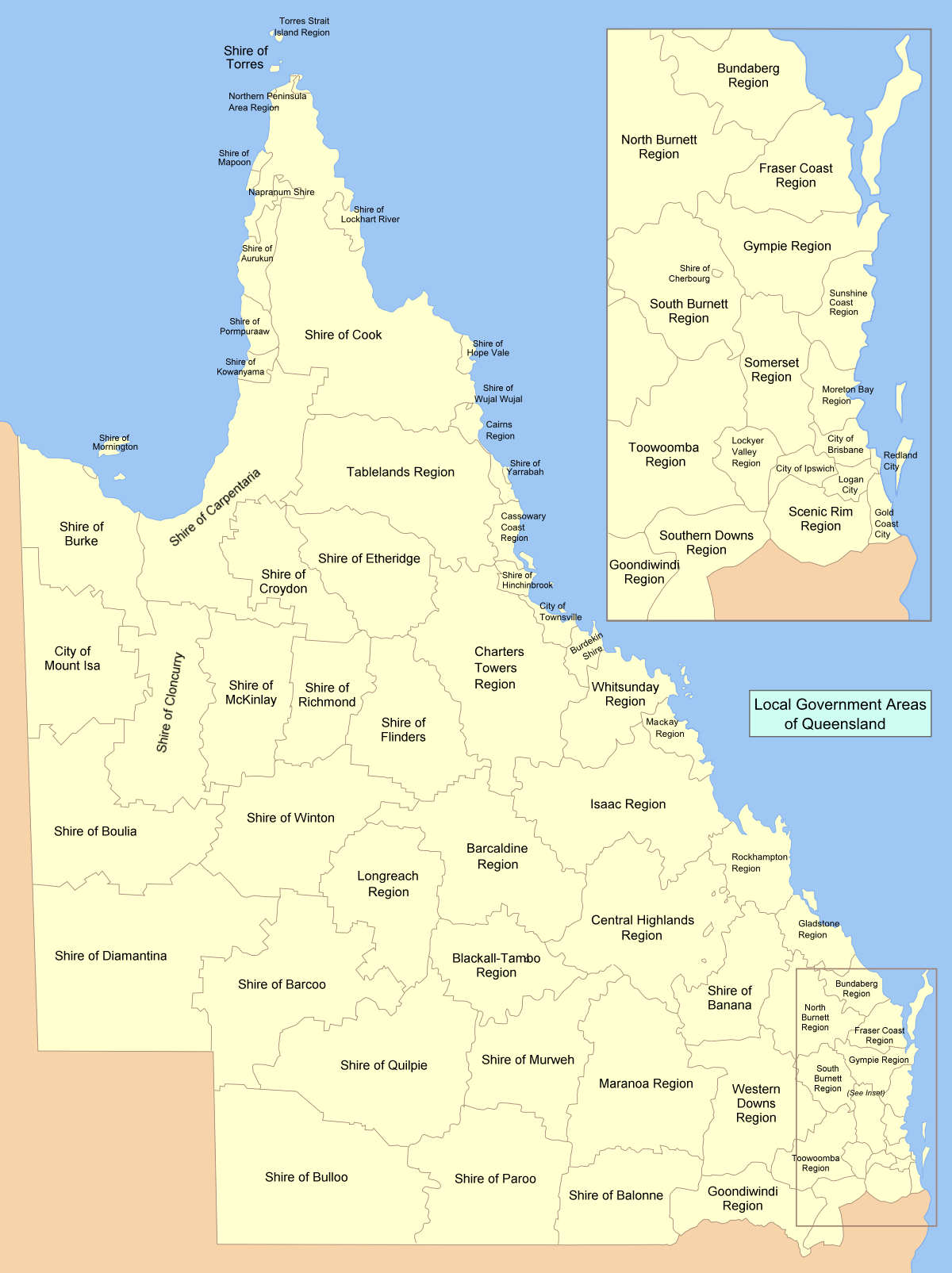
Bản đồ các LGA

Đây là danh sách các khu vực chính quyền địa phương (LGA), chính quyền cơ sở cấp dưới của tiểu bang Queensland, Úc. Danh sách được xếp theo phân vùng địa lý của bang. Để xem lịch sử và vai trò của chính quyền các địa phương, vui lòng xem bài Chính quyền địa phương tại Queensland.

## Danh sách khu vực chính quyền địa phương
| Tên                         | Nơi đặt trụ sở hội đồng | Khu vực                 | Năm thành lập | Diện tích (km²) | Dân số    | Dân số    | Ghi chú | Bản đồ |
| Tên                         | Nơi đặt trụ sở hội đồng | Khu vực                 | Năm thành lập | Diện tích (km²) | (2013)    | (2018)    | Ghi chú | Bản đồ |
| --------------------------- | ----------------------- | ----------------------- | ------------- | --------------- | --------- | --------- | --- | ------ |
| Thành phố Brisbane          | Brisbane                | Đông Nam Queensland     | 1924          | 1.343           | 1.131.996 | 1.231.605 | Thủ phủ của tiểu bang Queensland Nằm ở trung tâm của vùng đô thị Đông Nam Queensland. Thành phố Brisbane được thành lập từ 30 tháng 10 năm 1924 từ việc sáp nhập địa giới và chính quyền các: - thành phố: Brisbane và South Brisbane - thị xã, thị trấn: Hamilton, Ithaca, Sandgate, Toowong, Windsor và Wynnum - và các quận Balmoral, Belmont, Coorparoo, Enoggera, Kedron, Moggill, Sherwood, Stephens, Taringa, Tingalpa (một phần), Toombul và Yeerongpilly (một phần). |        |
| Thành phố Gold Coast        | Surfers Paradise        | Đông Nam Queensland     | 1948          | 1.334           | 540.687   | 606.774   | |        |
| Thành phố Ipswich           | Ipswich                 | Đông Nam Queensland     | 1860          | 1.094           | 183.688   | 213.638   | |        |
| Vùng thung lũng Lockyer     | Gatton                  | Đông Nam Queensland     | 2008          | 2.269           | 37.682    | 41.011    | Vùng thung lũng Lockyer được thành lập vào 15 tháng 3 năm 2008 từ việc sáp nhập: - Quận Gatton - Quận Laidley |        |
| Thành phố Logan             | Trung tâm Logan         | Đông Nam Queensland     | 1978          | 958             | 300.545   | 326.615   | 15 tháng 3 năm 2008, Logan City đã mở rộng khi sát nhập thêm một phần phía bắc của Quận Beaudesert |        |
| Vùng vịnh Moreton           | Caboolture              | Đông Nam Queensland     | 2008          | 2.042           | 410.687   | 459.585   | Vùng vịnh Moreton được thành lập vào 15 tháng 3 năm 2008 từ việc sáp nhập: - Thành phố Redcliffe - Quận Pine Rivers - Quận Caboolture |        |
| Quận Noosa                  | Tewantin                | Đông Nam Queensland     | 2014          | 870             | 52.360    | 55.369    | Được thành lập lại vào năm 2014 sau khi được tách khỏi Sunshine Coast |        |
| Thành phố Redland           | Cleveland               | Đông Nam Queensland     | 1949          | 537             | 147.328   | 156.863   | |        |
| Khu vực Scenic Rim          | Beaudesert              | Đông Nam Queensland     | 2008          | 4.243           | 38.732    | 42.583    | Khu vực Scenic Rim được thành lập vào 15 tháng 3 năm 2008 từ việc sáp nhập: - Quận Boonah - một phần phía nam Beaudesert Shire - Harrisville và Peak Crossing từ Thành phố Ipswich |        |
| Khu vực Somerset            | Esk                     | Đông Nam Queensland     | 2008          | 5.373           | 23.619    | 25.887    | Khu vực Somerset được thành lập vào 15 tháng 3 năm 2008 từ việc sáp nhập: - Quận Esk - Quận Kilcoy |        |
| Khu vực Sunshine Coast      | Nambour                 | Đông Nam Queensland     | 2008          | 2.254           | 281.969   | 319.922   | Khu vực Sunshine Coast được thành lập vào 15 tháng 3 năm 2008 từ việc sáp nhập: - Thành phố Caloundra - Quận Maroochy - Quận Noosa Sau đó, Quận Noosa được tách ra khỏi Sunshine Coast vào ngày 1 tháng 1 năm 2014. |        |
| Quận Banana                 | Biloela                 | Wide Bay–Burnett        | 1879          | 28.550          | 14.948    | 14.291    | Vào ngày 15 tháng 3 năm 2008, Phân khu 1 của Quận Taroom được sát nhập vào Quận Banana |        |
| Khu vực Bundaberg           | Bundaberg               | Wide Bay–Burnett        | 2008          | 6.431           | 93.850    | 95.302    | Khu vực Bundaberg được thành lập vào 15 tháng 3 năm 2008 từ việc sáp nhập: - Thành phố Bundaberg - Quận Burnett - Quận Isis - Quận Kolan |        |
| Quận dân tộc Cherbourg      | Cherbourg               | Wide Bay–Burnett        | 1986          | 32              | 1.292     | 1.315     | |        |
| Vùng bờ biển Fraser         | Hervey Bay              | Wide Bay–Burnett        | 2008          | 7.105           | 100.290   | 105.463   | Vùng bờ biển Fraser được thành lập vào 15 tháng 3 năm 2008 từ việc sáp nhập: - Thành phố Hervey Bay - Thành phố Maryborough (Queensland) - Quận Woocoo - Divisions 1 & 2 of Quận Tiaro |        |
| Khu vực Gympie              | Gympie                  | Wide Bay–Burnett        | 2008          | 6.884           | 48.491    | 51.586    | Gympie được thành lập vào 15 tháng 3 năm 2008 từ việc sáp nhập: - Quận Cooloola - Quận Kilkivan - Phân khu 3 (khu vực Theebine/Gunalda) của Quận Tiaro |        |
| Khu vực North Burnett       | Gayndah                 | Wide Bay–Burnett        | 2008          | 19.670          | 10.487    | 10.628    | Khu vực North Burnett được thành lập vào 15 tháng 3 năm 2008 từ việc sáp nhập: - Quận Biggenden - Quận Eidsvold - Quận Gayndah - Quận Monto - Quận Mundubbera - Quận Perry |        |
| Khu vực South Burnett       | Kingaroy                | Wide Bay–Burnett        | 2008          | 8.382           | 32.647    | 32.555    | Khu vực South Burnett được thành lập vào 15 tháng 3 năm 2008 từ việc sáp nhập: - Quận Kingaroy - Quận Nanango - Quận Murgon - Quận Wondai |        |
| Khu vực Goondiwindi         | Goondiwindi             | Darling Downs           | 2008          | 19.258          | 10.952    | 10.728    | Khu vực Goondiwindi được thành lập vào 15 tháng 3 năm 2008 từ việc sáp nhập: - Goondiwindi - Quận Waggamba - Quận Inglewood |        |
| Khu vực Southern Downs      | Warwick                 | Darling Downs           | 2008          | 7.108           | 35.501    | 35.601    | Khu vực Southern Downs được thành lập vào 15 tháng 3 năm 2008 từ việc sáp nhập: - Quận Warwick - Quận Stanthorpe |        |
| Khu vực Toowoomba           | Toowoomba               | Darling Downs           | 2008          | 12.957          | 159.916   | 167.657   | Khu vực Toowoomba được thành lập vào 15 tháng 3 năm 2008 từ việc sáp nhập: - Thành phố Toowoomba - Quận Cambooya - Quận Clifton - Quận Crows Nest - Quận Jondaryan - Quận Millmerran - Quận Pittsworth - Quận Rosalie |        |
| Khu vực Western Downs       | Dalby                   | Darling Downs           | 2008          | 37.937          | 33.415    | 34.467    | Khu vực Western Downs được thành lập vào 15 tháng 3 năm 2008 từ việc sáp nhập: - Dalby - Quận Chinchilla - Quận Murilla - Quận Tara - Quận Wambo - Phân khu 2 của Quận Taroom Sau đó được đổi tên thành Western Downs vào tháng 8 năm 2009. |        |
| Vùng Cao Nguyên             | Emerald                 | Central Queensland      | 2008          | 59.835          | 29.782    | 28.645    | Vùng Cao Nguyên được thành lập vào 15 tháng 3 năm 2008 từ việc sáp nhập: - Quận Bauhinia - Quận Duaringa - Quận Emerald - Quận Peak Downs |        |
| Khu vực Gladstone           | Gladstone               | Central Queensland      | 2008          | 10.484          | 62.158    | 62.979    | Khu vực Gladstone được thành lập vào 15 tháng 3 năm 2008 từ việc sáp nhập: - Thành phố Gladstone - Quận Calliope - Quận Miriam Vale |        |
| Khu vực Isaac               | Moranbah                | Central Queensland      | 2008          | 58.708          | 23.284    | 20.934    | Isaac được thành lập vào 15 tháng 3 năm 2008 từ việc sáp nhập: - Quận Belyando - Quận Broadsound - Quận Nebo |        |
| Quận Livingstone            | Yeppoon                 | Central Queensland      | 2014          | 11.758          | 35.279    | 37.638    | Được tái thành lập vào năm 2014 sau khi tách khỏi Rockhampton |        |
| Khu vực Rockhampton         | Rockhampton             | Central Queensland      | 2008          | 6.570           | 81.745    | 81.067    | Rockhampton được thành lập vào 15 tháng 3 năm 2008 từ việc sáp nhập: - Thành phố Rockhampton - Quận Fitzroy - Quận Livingstone - Quận Mount Morgan Sau đó, Quận Livingstone được tách khỏi Rockhampton vào ngày 1 tháng 1 năm 2014. |        |
| Quận dân tộc Woorabinda     | Woorabinda              | Central Queensland      | 1986          | 391             | 994       | 1.005     | |        |
| Quận Burdekin               | Ayr                     | Bắc Queensland          | 1888          | 5.044           | 17.754    | 17.077    | |        |
| Khu vực Charters Towers     | Charters Towers         | Bắc Queensland          | 2008          | 68.382          | 12.391    | 11.850    | Charters Towers được thành lập vào 15 tháng 3 năm 2008 từ việc sáp nhập: - Thành phố Charters Towers - Quận Dalrymple |        |
| Quận Hinchinbrook           | Ingham                  | Bắc Queensland          | 1879          | 2.807           | 11.613    | 10.805    | |        |
| Khu vực Mackay              | Mackay                  | Bắc Queensland          | 2008          | 7.613           | 118.878   | 116.539   | Mackay được thành lập vào 15 tháng 3 năm 2008 từ việc sáp nhập: - Thành phố Mackay - Quận Mirani - Quận Sarina |        |
| Quận dân tộc Palm Island    | Palm Island             | Bắc Queensland          | 1986          | 72              | 2.529     | 2.637     | |        |
| Thành phố Townsville        | Townsville              | Bắc Queensland          | 2008          | 3.731           | 186.519   | 194.072   | Thành phố Townsville mới được thành lập vào 15 tháng 3 năm 2008 từ việc sáp nhập: - the former Thành phố Townsville - Thành phố Thuringowa |        |
| Khu vực Whitsunday          | Bowen                   | Bắc Queensland          | 2008          | 23.819          | 34.119    | 35.050    | Whitsunday được thành lập vào 15 tháng 3 năm 2008 từ việc sáp nhập: - Quận Whitsunday - Quận Bowen |        |
| Quận Aurukun                | Aurukun                 | Viễn Bắc Queensland     | 1978          | 7.424           | 1.350     | 1.382     | |        |
| Khu vực Cairns              | Cairns                  | Viễn Bắc Queensland     | 2008          | 1.689           | 156.764   | 165.525   | Cairns được thành lập vào 15 tháng 3 năm 2008 từ việc sáp nhập: - Thành phố Cairns - Quận Douglas Sau đó, Quận Douglas được tách khỏi Cairns vào ngày 1 tháng 1 năm 2014. |        |
| Khu vực Cassowary Coast     | Innisfail               | Viễn Bắc Queensland     | 2008          | 4.688           | 28.950    | 29.689    | Cassowary Coast được thành lập vào 15 tháng 3 năm 2008 từ việc sáp nhập: - Quận Cardwell - Quận Johnstone |        |
| Quận Cook                   | Cooktown                | Viễn Bắc Queensland     | 1919          | 105.719         | 4.222     | 4.445     | |        |
| Quận Douglas                | Mossman                 | Viễn Bắc Queensland     | 2014          | 2.428           | 11.585    | 12.257    | Được tái thành lập vào năm 2014 sau khi tách khỏi Cairns |        |
| Quận dân tộc Hope Vale      | Hope Vale               | Viễn Bắc Queensland     | 1986          | 1.112           | 1.043     | 1.081     | |        |
| Quận dân tộc Kowanyama      | Kowanyama               | Viễn Bắc Queensland     | 1987          | 2.555           | 1.042     | 977       | |        |
| Quận dân tộc Lockhart River | Lockhart River          | Viễn Bắc Queensland     | 1987          | 3.576           | 626       | 782       | |        |
| Quận dân tộc Mapoon         | Mapoon                  | Viễn Bắc Queensland     | 2002          | 537             | 293       | 325       | |        |
| Quận Mareeba                | Mareeba                 | Viễn Bắc Queensland     | 2014          | 53.491          | 21.379    | 22.517    | Được tái thành lập vào năm 2014 sau khi tách khỏi Tablelands |        |
| Quận dân tộc Napranum       | Napranum                | Viễn Bắc Queensland     | 1989          | 2.004           | 922       | 1.048     | |        |
| Khu vực bán đảo phía Bắc    | Bamaga                  | Viễn Bắc Queensland     | 2008          | 1.052           | 2.620     | 3.069     | |        |
| Quận dân tộc Pormpuraaw     | Pormpuraaw              | Viễn Bắc Queensland     | 1987          | 4.395           | 737       | 833       | |        |
| Khu vực Tablelands          | Malanda                 | Viễn Bắc Queensland     | 2008          | 11.293          | 24.827    | 25.541    | Tablelands được thành lập vào 15 tháng 3 năm 2008 từ việc sáp nhập: - Quận Atherton - Quận Eacham - Quận Herberton - and Quận Mareeba Sau đó, Quận Mareeba được tách khỏi Tablelands vào ngày 1 tháng 1 năm 2014. |        |
| Quận Torres                 | Thursday Island         | Viễn Bắc Queensland     | 1974          | 884             | 3.647     | 3.848     | |        |
| Vùng đảo Torres Strait      | Thursday Island         | Viễn Bắc Queensland     | 2008          | 490             | 4.614     | 4.994     | |        |
| Khu vực Weipa Town          | Weipa                   | Viễn Bắc Queensland     | 1963          | 10,8            | 3.811     | 4.240     | Được quản lý theo Đạo luật riêng của Rio Tinto |        |
| Quận dân tộc Wujal Wujal    | Wujal Wujal             | Viễn Bắc Queensland     | 1987          | 12              | 289       | 306       | |        |
| Quận dân tộc Yarrabah       | Yarrabah                | Viễn Bắc Queensland     | 1986          | 159             | 2.686     | 2.848     | |        |
| Quận Burke                  | Burketown               | Gulf Country            | 1885          | 39.684          | 506       | 352       | |        |
| Quận Carpentaria            | Normanton               | Gulf Country            | 1883          | 64.121          | 2.146     | 1.974     | |        |
| Quận Cloncurry              | Cloncurry               | Gulf Country            | 1884          | 47.971          | 3.327     | 3.091     | |        |
| Quận Croydon                | Croydon                 | Gulf Country            | 1887          | 29.498          | 308       | 288       | |        |
| Quận dân tộc Doomadgee      | Doomadgee               | Gulf Country            | 1987          | 1.828           | 1.400     | 1.507     | |        |
| Quận Etheridge              | Georgetown              | Gulf Country            | 1882          | 39.199          | 864       | 804       | |        |
| Quận Flinders               | Hughenden               | Gulf Country            | 1882          | 41.200          | 1.754     | 1.499     | |        |
| Quận Mckinlay               | Julia Creek             | Gulf Country            | 1891          | 40.737          | 992       | 814       | |        |
| Quận Mornington             | Mornington Island       | Gulf Country            | 1978          | 1.248           | 1.206     | 1.218     | |        |
| Thành phố Mount Isa         | Mount Isa               | Gulf Country            | 1914          | 43.713          | 21.822    | 18.878    | |        |
| Quận Richmond               | Richmond                | Gulf Country            | 1910          | 26.581          | 839       | 806       | |        |
| Khu vực Barcaldine          | Barcaldine              | Central West Queensland | 2008          | 53.383          | 3.232     | 2.852     | Barcaldine được thành lập vào 15 tháng 3 năm 2008 từ việc sáp nhập: - Quận Barcaldine - Quận Aramac - Quận Jericho |        |
| Quận Barcoo                 | Jundah                  | Central West Queensland | 1885          | 61.830          | 333       | 267       | |        |
| Khu vực Blackall-Tambo      | Blackall                | Central West Queensland | 2008          | 30.537          | 2.214     | 1.863     | Blackall-Tambo được thành lập vào 15 tháng 3 năm 2008 từ việc sáp nhập: - Quận Blackall - Quận Tambo (Queensland) |        |
| Quận Boulia                 | Boulia                  | Central West Queensland | 1887          | 60.906          | 481       | 425       | |        |
| Quận Diamantina             | Bedourie                | Central West Queensland | 1879          | 94.731          | 299       | 292       | |        |
| Khu vực Longreach           | Longreach               | Central West Queensland | 2008          | 40.572          | 4.104     | 3.530     | Longreach được thành lập vào 15 tháng 3 năm 2008 từ việc sáp nhập: - Quận Longreach - Quận Ilfracombe - Quận Isisford |        |
| Quận Winton                 | Winton                  | Central West Queensland | 1886          | 53.814          | 1.312     | 1.157     | |        |
| Quận Balonne                | St George               | South West Queensland   | 1883          | 31.104          | 4.776     | 4.334     | |        |
| Quận Bulloo                 | Thargomindah            | South West Queensland   | 1880          | 73.724          | 396       | 330       | |        |
| Khu vực Maranoa             | Roma                    | South West Queensland   | 2008          | 58.705          | 13.515    | 12.791    | Maranoa Region được thành lập vào 15 tháng 3 năm 2008 từ việc sáp nhập: - Roma - Quận Bendemere - Quận Booringa - Quận Bungil - Quận Warroo Sau đó được đổi tên thành Maranoa vào tháng 6 năm 2009. |        |
| Quận Murweh                 | Charleville             | South West Queensland   | 1879          | 40.700          | 4.685     | 4.318     | |        |
| Quận Paroo                  | Cunnamulla              | South West Queensland   | 1879          | 47.613          | 1.849     | 1.586     | |        |
| Quận Quilpie                | Quilpie                 | South West Queensland   | 1930          | 67.415          | 944       | 790       | |        |